# Động đất Đường Sơn 1976
Động đất Đường Sơn (chữ Hán: 唐山大地震, Hán Việt: Đường Sơn đại địa chấn) là một trận động đất xảy ra ngày 28 tháng 7 năm 1976 với chấn tâm nằm gần thành phố Đường Sơn, Hà Bắc (Trung Quốc). Đây thường được coi là trận động đất gây thương vong nhiều nhất thế kỷ XX xếp trên cả Động đất Ấn Độ Dương 2004. Thiên tai này đã hủy diệt gần như toàn bộ thành phố công nghiệp Đường Sơn, nơi sinh sống của khoảng 1,6 triệu người Trung Quốc, theo thống kê ban đầu của Chính phủ Trung Quốc đã có 655.000 người thiệt mạng, con số này sau đó được giảm xuống còn từ 240.000 đến 255.000 người, ước tính 164.000 người khác cũng bị thương nặng vì trận động đất.

## Diễn biến
Theo ghi chép thì một ngày trước khi động đất xảy ra, mực nước giếng ở một làng ngoại vi Đường Sơn đã dâng lên và hạ xuống ba lần, khí cũng thoát ra từ miệng giếng ở một làng khác vào ngày 12 tháng 7 và tăng lên trong hai ngày 25 và 26 tháng 7. Hơn nửa tháng trước sự kiện, một nhà nghiên cứu của Ủy ban động đất Trung Quốc cũng đã rút ra kết luận rằng vùng Đường Sơn có thể sẽ phải hứng chịu một trận động đất cường độ lớn trong khoảng thời gian từ ngày 22 tháng 7 cho tới ngày 5 tháng 8 sau khi ông nhận thấy rằng có nhiều dấu hiệu địa chất bất thường được báo về từ Bắc Kinh, Thiên Tân, Đường Sơn, Trương Gia Khẩu. Thông tin này đã được chia sẻ cho khoảng 60 người trong đó có một quan chức lãnh đạo của huyện Thanh Long, Tần Hoàng Đảo.
Nhận thấy mức độ nghiêm trọng của lời cảnh báo, lãnh đạo Thanh Long đã chỉ thị cho nhân dân của huyện này chuẩn bị đối phó với thiên tai. Chừng 470.000 dân của Thanh Long đã được chuẩn bị tinh thần, di tản tới nơi an toàn và huấn luyện cách đối phó với thảm họa. Quyết định này sau đó đã được đánh giá cao vì nó giúp giảm tỉ lệ thương vong với kết quả là tỉ lệ thương vong ở Thanh Long thấp hơn rất nhiều so với các huyện không được chuẩn bị khác.
Trận động đất xảy ra vào lúc 3 giờ 42 phút sáng giờ địa phương (tức 19 giờ 42 phút ngày 27 tháng 7 tính theo giờ quy chuẩn quốc tế) và kéo dài trong vòng 10 giây. Số liệu đo đạc chính thức của Trung Quốc cho thấy trận động đất này có cường độ 7,8 độ Richter. Khoảng 16 giờ sau, Đường Sơn còn phải hứng chịu một đợt dư chấn có cường độ tương tự, nguyên nhân làm gia tăng con số thương vong. Các trung tâm dân cư lân cận như Tần Hoàng Đảo, Thiên Tân và thậm chí là Bắc Kinh đều phải hứng chịu thiệt hại nhẹ. Chấn động của cơn động đất đã lan tới tận Tây An nằm cách chấn tâm hơn 760 km.

## Thống kê thiệt hại
Nguyên nhân đầu tiên khiến con số thương vong lên cao là vì trận động đất xảy ra vào thời điểm hầu hết mọi người đang ngủ nên họ hoàn toàn không chuẩn bị phải đương đầu với một thảm họa lớn. Hơn nữa Đường Sơn vốn được coi là một khu vực không nhạy cảm với động đất, vì vậy nhà cửa ở đây không được thiết kế kháng chấn dẫn đến sự tàn phá nặng nề đối với thành phố. 85% công trình xây dựng ở Đường Sơn bị phá hủy hoàn toàn hoặc không thể sử dụng được tiếp sau động đất. Thiệt hại kinh tế của trận động đất ước tính lên tới 10 tỷ Nhân dân tệ.
Theo thống kê ban đầu của Chính phủ Trung Quốc đã có 655.000 người thiệt mạng, con số này sau đó được giảm xuống còn từ 240.000 đến 255.000 người, con số chính thức đưa ra năm 1988 là 242.419 người, ước tính 164.000 người khác cũng bị thương nặng vì trận động đất. Một vài nguồn vẫn cho rằng con số người thiệt mạng lên tới khoảng 700.000 người.

## Hậu quả

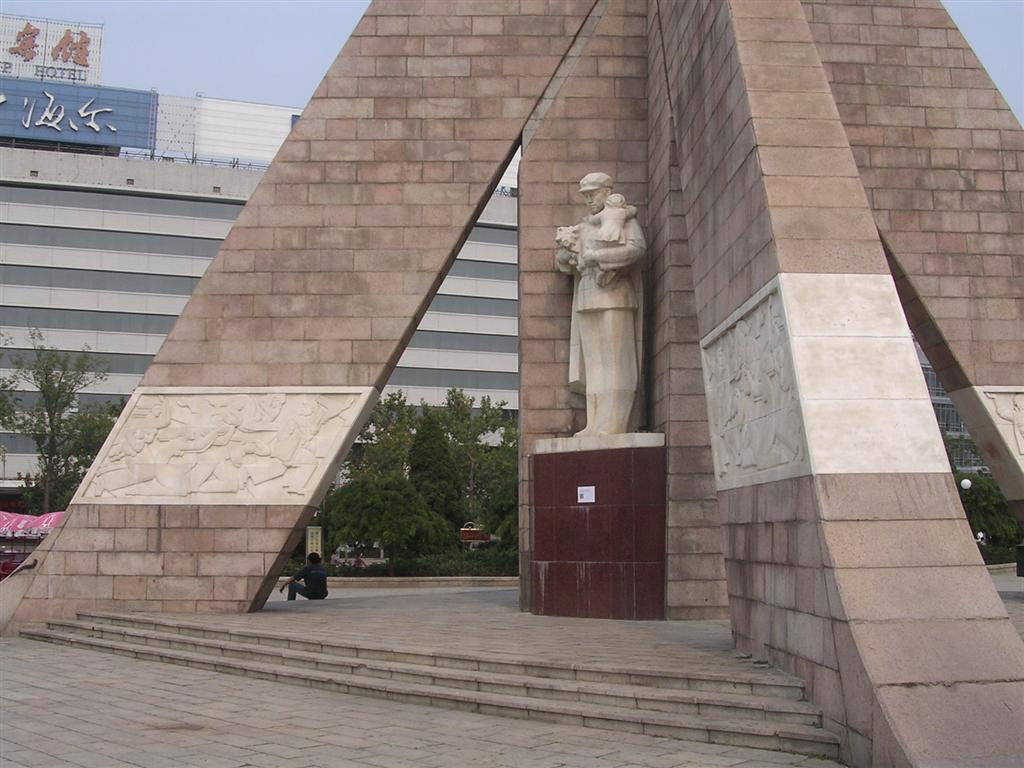
Đài tưởng niệm nạn nhân động đất ở Thiên Tân.

Chính phủ Trung Quốc từ chối nhận sự trợ giúp của Liên hiệp quốc vì muốn tự sử dụng lực lượng cứu trợ trong nước. Riêng Thượng Hải đã cử 56 đội y tế tới Đường Sơn, lực lượng Giải Phóng quân Trung Quốc cũng tham gia tích cực trong công tác cứu trợ. Đường Sơn sau đó đã được xây dựng lại hoàn toàn và ngày nay lại trở thành một thành phố công nghiệp mới với hơn 1 triệu dân.
Trận động đất Đường Sơn xảy ra trong một năm được coi là tai họa của xã hội và chính trị Trung Quốc, trước trận động đất vài tháng, Chu Ân Lai qua đời, cũng trong năm 1976 sau sự kiện Đường Sơn lần lượt tới Chu Đức và Mao Trạch Đông cũng qua đời. Các sự kiện này đã ảnh hưởng mạnh đến vị thế của Tứ nhân bang vốn trước năm 1976 vẫn được coi là có quyền lực cực lớn. Tháng 10 năm 1976 chỉ 3 tháng sau vụ động đất, Tứ nhân bang bị lật đổ và cuộc Cách mạng Văn hóa cũng chấm dứt.